# New Straitsville
New Straitsville är en ort (village) i Perry County i Ohio. Vid 2010 års folkräkning hade New Straitsville 722 invånare.